# Stare Pole (gmina)
Pour les articles homonymes, voir Stare Pole.
La gmina de Stare Pole est une commune rurale de la voïvodie de Poméranie et du powiat de Malbork. Elle s'étend sur 79,72 km2 et comptait 4.595 habitants en 2006. Son siège est le village de Stare Pole qui se situe à environ 12 kilomètres à l'est de Malbork et à 51 kilomètres au sud-est de Gdańsk, la capitale régionale.

## Villages
La gmina de Stare Pole comprend les villages et localités de Janówka, Janowo, Kaczynos, Kaczynos-Kolonia, Kikojty, Kławki, Klecie, Krasnołęka, Kraszewo, Królewo, Królewo Malborskie, Krzyżanowo, Leklowy, Letniki, Parwark, Stare Pole, Szaleniec, Szlagnowo, Ząbrowo, Zarzecze et Złotowo.

## Gminy voisines
La gmina de Stare Pole est voisine des gminy de Dzierzgoń, Gronowo Elbląskie, Malbork, Markusy, Nowy Staw et Stary Targ.